# Габуния, Гуранда Георгиевна
Гуранда Георгиевна Габуния (груз. გურანდა გიორგის ასული გაბუნია; 26 августа 1938, Тбилиси, Грузинская ССР, СССР — 4 февраля 2019, Тбилиси, Грузия) —  советская и грузинская актриса театра и кино. Заслуженная артистка Грузинской ССР (1979). Народная артистка Грузинской ССР (1990).

## Биография
Окончила Театральный институт им. Шота Руставели в 1960 году. После окончания института поступила в Театр имени Шота Руставели; работала в Тбилисском театре санитарной культуры (1961—1963), Театре имени Шота Руставели (1967—1970), в Драматическом театре Рустави (1970—1975); с 1975 года в Театре имени Коте Марджанишвили.
Её творческий стиль отличали изысканная артистичность, профессионализм, сценический темперамент, острота чувств. Разные оттенки выражены героическим, драматически-романтическим, лирическим или характерным. Её роли характеризуются резкостью, пластичностью, чувством умеренности. В Театре Котэ Марджанишвили была занята в следующих ролях: Маргарита («Праздник одиночества» Вадима Коростылёва), Асмати («Что говорят люди» Реваза Табукашвили), Долли («Анна Каренина» Льва Толстого), Селия Пихем («Самгро» Бертольда Брехта) и др.
Роли в Театре Шота Руставели: Ирэн («Ураган» Серго Клдиашвили), Исмена («Антигона» Жана Ануя), в Руставском драматическом театре: Хосе («Шесть старых дев и один мужчина» Отия Иоселиани), Роксана («Сирано де Бержерак» Эдмона Ростана ), Эли Черемисова («Сто лет спустя» Вадима Коростылёва).
В других ролях: Ирина («Дата Туташхия», 1978), Джульетта («Осеннее солнце», 1973), Лаура («Оромтриали», 1986), Дареджан («Сегодня темная ночь», 1983), Чорикана («Переполох в Салкинети») 1975), Русудан («Одна под небом», 1961), Лили Битсола («Тбилиси — мой дом», 1994) и другие.
Была номинирована на лучшую женскую роль в 2018 году («Провинциальная история», «Страх» и «День прощения»).
Скончалась после тяжелой болезни 4 февраля 2019 года. Похоронена в Дидубийском пантеоне.
Муж — народный артист СССР Отар Мегвинетухуцеси (1932—2013).

## Фильмография
- 1961 — Под одним небом — Расудан, молодая архитектор
- 1963 — Куклы смеются
- 1965 — Срок истекает на рассвете
- 1973 — Тёплое осеннее солнце
- 1979 — Экипаж — пассажирка в самолёте
- 1983 — День длиннее ночи — Дареджан, дочь Спиридона
- 1993 — Будулай, которого не ждут
- 1999 — Дорогая М
- 2005 — Курсанты — Мариам, бабушка курсанта предыдущего выпуска
- 2006 — Темный инстинкт — Майя Тихоновна Даро, подруга Марины, её личный аккомпаниатор

## Награды и звания
- 1979 — Заслуженная артистка Грузинской ССР.
- 1990 — Народная артистка Грузинской ССР.
- 1997 — Почётный гражданин Поти.
- 1998 — Орден Чести.
- 1999 — Премия имени Коте Марджанишвили.
- 2007 — Медаль Пушкина (24 декабря 2007 года, Россия) — за большой вклад в распространение, изучение русского языка и сохранение культурного наследия, в сближение и взаимообогащение культур наций и народностей[4].